# Metsprötmyrtjärnen
Metsprötmyrtjärnen är en sjö i Umeå kommun i Västerbotten och ingår i Sävaråns huvudavrinningsområde.